# Nuuksvaara
Nuuksvaara är en kulle i Finland. Den ligger i Rovaniemi stad och landskapet Lappland, i den norra delen av landet, 700 km norr om huvudstaden Helsingfors. Toppen på Nuuksvaara är 220 meter över havet.
Terrängen runt Nuuksvaara är huvudsakligen platt. Runt Nuuksvaara är det ganska glesbefolkat, med 26 invånare per kvadratkilometer.